# 台湾基進
台湾基進（たいわんきしん、繁: 台灣基進）は中華民国の政党。基進側翼や基進党とも呼ばれる。一貫して台湾独立を掲げており、2016年に設立された。台湾独立を目指す政治集団である泛緑連盟に属している。
台湾基進の政策は「中国国民党に対しては敵対的、民主進歩党に対しては協力的」である。民進党支持層の多くを占める現状維持・統一反対派よりも急進的な、完全な台湾独立の志向を掲げている。
ただし、上記の支持層を抱える民進党との間で票割れを起こして国民党を利さないよう、総統選挙等では候補者を出さないなど協力している。中国との統一や対中融和政策を主張する泛藍連盟の国民党を選挙で圧倒し、民進党と本土派二大政党体制を目指している。
主席は陳奕斉（2018年より）。

## 概要
台湾に2つ目の本土派政党が必要だと考える台湾基進は、「台湾の基本を固めて前進する」と党名の意味を説明した。2016年の第九回中華民国立法委員選挙に臨み、台湾基進は初めて「内政は民進党、外交は台湾基進」という役割分担の構想を発表した。
2020年1月の総統選挙では党の公認候補を擁立せず、民進党の蔡英文を推薦して当選を後押しした。また、総統選挙と同時に実施された立法委員選挙では陳柏惟が当選し、1議席を獲得した。
2021年10月、陳が罷免され、議席が消滅した。

## 思想

### 基本的な原則
1. 民主政治：中華民国は民主国家として、国民に投票権を与えて選挙を行うだけではなく、成熟した民主主義の精神を持ち、スイスや北欧のような成熟した民主制を構築すべきである。
2. 台湾主権：中華人民共和国からの併合圧力に徹底的に抵抗し、国際社会に訴求する上、中華民国自体の軍事力も強める。また、「両岸問題」に関する事項を安易に国民投票で解決しようとしてはならない。台湾独立や国号の改称に関する事項は、全て立法院の範囲内で慎重に行う。
3. 自由社会：公平・公正な分配、労働力の解放、不平等との戦いを通じて社会の自由化を実現する。女性や同性愛者の労働権を守り、動物の権利を重視し、自然環境に優しいエネルギーを使う。
4. バランスが取れた地域開発：国民党による台湾北部、特に台北を偏重する政策を批判する。地域間の格差を解消し、公平な開発を行う。

#### 他の党派との関係
2016年の台湾国会議員選挙の前に、台湾基進は「蔡英文総統や民進党は内政を担当し、台湾基進は外交を担当する」という政治上の役割分担の概念に明確に提示した。
2018年2月7日、台湾基進の機関紙『基進政治報・第38号』によれば、この政治上の役割分担は具体的に「蔡英文総統が内政改革で中華シロアリ（国民党）の勢力を少しずつ弱め、台湾基進は外交政策で中華吸血鬼（中国共産党）を倒す」という方法である。
2022年10月、同じ泛緑連盟所属の政党である台湾団結同盟の主席の陳南天は「2022年中華民国統一地方選挙において、台聯（台湾団結同盟）と台湾基進の目標は一致しているが、台湾独立の方法については認識が異なる。台聯は中華民国を廃止して新たに「台湾国」を建国しようとしているが、台湾基進は「中華民国」という国号を「台湾国」に改称させるのみで、現在の法律を継承しても構わないと考えている。完全一致とは言えないが、現時点の対中政策は同じにしている。だから今回の選挙で我々台聯は台湾基進を全面的に支持する」と述べた 。

#### 台米共用の軍事港提案

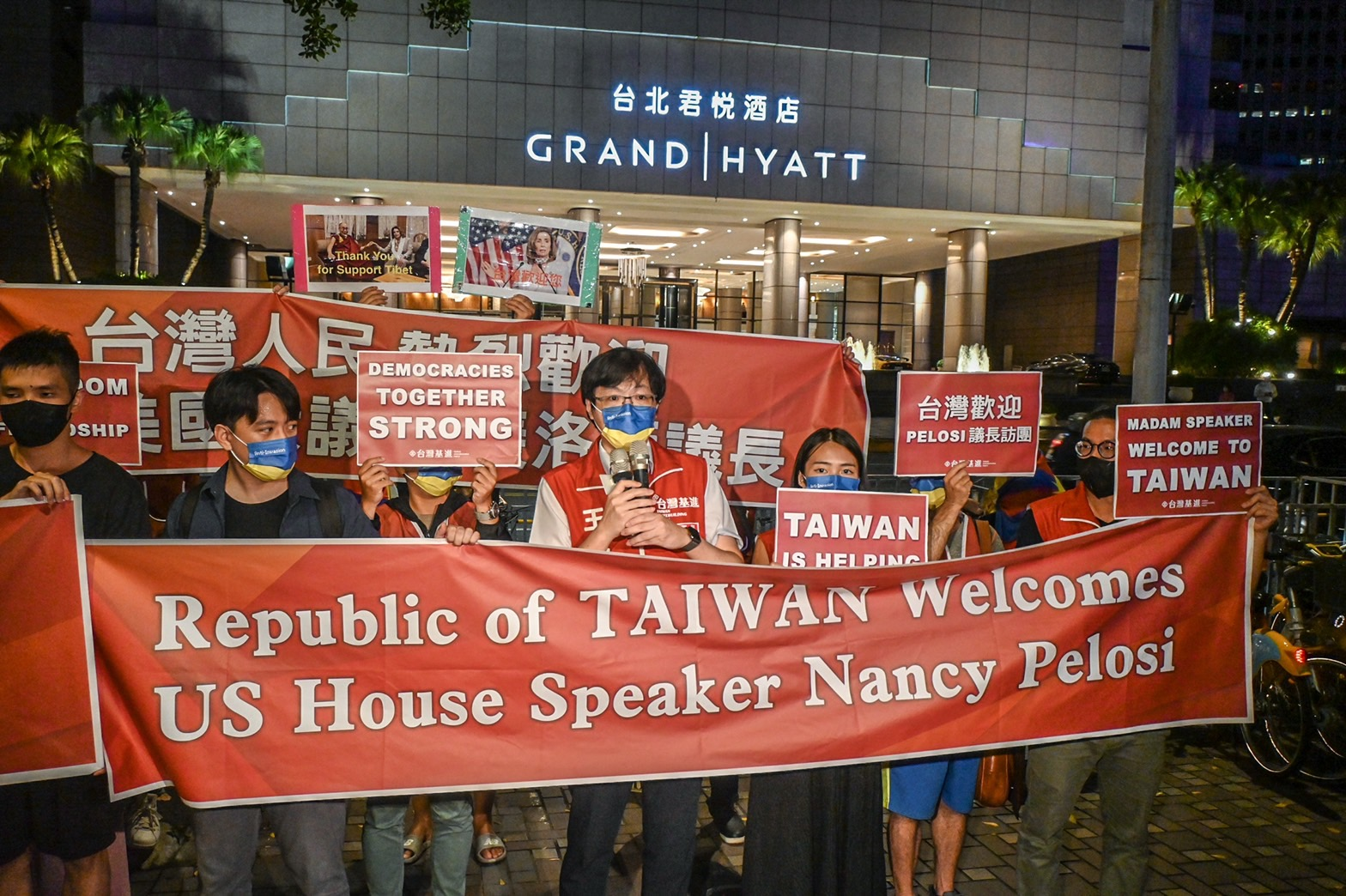
台湾基進の党員たちは「台湾共和国」という文言が書かれた横断幕（Republic of TAIWAN）を持って、ペロシを歓迎した。この写真には陳奕斉氏が出ない。

2022年8月2日、アメリカ合衆国下院議長のナンシー・ペロシが台湾に到着した夜、台湾基進の創立者及び初代党主席の陳奕斉は「台湾共和国」という文言が書かれた横断幕（Republic of TAIWAN）を持って歓迎した。この台湾基進側の行動は独断的だったが、台湾の本土意識を尊重したという点で台湾社会からは称賛された。
ペロシと陳奕斉は8月3日に記者会見を開き、台湾メディアの前に台湾と米国の外交連携について討論した。陳奕斉は「中国は台湾海峡での衝突を望んでいる。中国の軍用機は、蔡英文総統が当選したためにずっと台湾周辺を飛び回っている」と述べた。 
ペロシは「台湾と米国の間の海運安定や台湾国民の平和を確保するため、今はあまり中国を刺激しないほうが妥当である。だが、米台両政府はお互いに軍事港を共用し、フィリピンから米国の巡視船を台湾に派遣し、直接中国海軍の動きを監視する。そして、台湾の潜水艦隊にも資金や技術の援助を行い、台湾に最新式の潜水艦8隻を持たせれば、中国はインド太平洋の平和を乱せなくなるだろう」と答えた。

#### 右翼や左翼に関する論争
台湾基進は自党を「台湾独立を断固として主張する左翼政党」と定義し、何度も公式に発表してきたが、台湾の親中派・共産主義派から「台湾基進は左翼の特徴を持たない」と批判されている。
- 台湾基進を左翼と認識している党

台湾基進の新聞部副主任陳子瑜は「台湾基進は社会民主主義政党としての立場を一度も変えていない。極右という印象は、中国共産党との間での外交戦から派生した作り話である。我々台湾基進の公式サイト・公式YouTube・公式Facebookやインタービューを見ればすぐ分かるだろう。何度も言っていることだが、台湾基進はまずオランダの政党の政策に倣い、最終的に台湾をスイスや北欧のような福祉国家にする。目指していることはそれ以外の何でもない」と明言した 。
2018年6月19日、台湾緑党・社会民主党・台湾基進の福祉国家系の3政党が同盟を組んだが、台湾基進の立場は他の2党とは大きく異なっていた。緑党と社民党は台湾基進と違って「中国との外交戦」より「国民党の排除」を優先している。そしてこの3つの党の支持層は重なっており、票の割れを恐れた台湾基進は最終的に同盟を破棄した。元民進党の立法委員の陳昭南は「台湾独立派の左翼連合は台湾にとって非常にいい事だ。左翼が結束すれば、きっと右翼の民進党と協力して台湾で正常な党派政治を行い、台湾を福祉国家へと導くだろう」と分析した。
中央通訊社のジュネーヴ特派員周盈成は「ヨーロッパ諸国を含む海外では、台湾基進は左翼として認識されている。しかし台湾国内では彼らを右翼と呼ぶメディアが多い。台湾基進が右翼であるというのは根拠の無い話だ」と述べた。
- 台湾基進を右翼と認識する党

親中派の左翼は台湾基進を左翼として認めていない。
イスラエルを批判してアラブ諸国を支持する左翼の台湾人作家万庭威は、台湾基進を「台湾での民主主義を標榜する極右」と呼んだ。
中国在住の台湾人弁護士高忠義は「台湾基進はかつて、環境保護・土地分配・労働者権利・同性結婚などの多くの分野で右翼の民進党と同調しており、左翼とは思えない。台湾基進は喜んで民進党と協力して政治を行うだろう」と発言した。
李登輝基金会の元副秘書長朱孟庠は「台湾基進は民進党の衛星政党のようなものだ」と述べた。
台湾の共産主義トロツキスト政党である国際社会主義道路は「台湾基進は右翼ポピュリズムであり、常にTSMCやほかの大企業を支持しており、極右の政党に決まっている。台湾基進は社会民主主義を称しながら、政策は資本主義へ傾向し、国民をますます大企業に依存させている」と批判した。
これらに関して台湾基進側は「中華民国政府が出資している『台湾法人網』や『非営利事業機関団体資料集』の公式サイトを見てほしい。台湾基進は大企業から全く政治献金を貰っていない。TSMCを支持している理由は、世界の半導体の7割はこの会社で製作されているからだ。私達台湾人がTSMCを支持せず、彼らが中国資本に呑まれてしまったらどうする？」と反論した。
民進党側は「環境保護・土地分配・労働者権利・同性結婚などの議題について、民進党自身も左翼寄りの立場になることが多い。例えば2019年5月24日には、民進党によって中華民国はアジア初の同性結婚を合法化した国になるなど、民進党の政策は右翼・左翼を跨いでいる。政策自体の左右を無視し、台湾基進が民進党が出した一部の政策と同調したという点のみで、台湾基進が右翼であると判定するのは浅はかである」と説明した。

## 組織

### 組織概要
党員数は2019年現在1100人。

### 歴代の党主席
|    |        |      |               |               |                |                                  |  |
| 代 | 姓名   | 肖像 | 在任期間      | 在任期間      | 在任中の出来事 | 備考                             |  |
| 代 | 姓名   | 肖像 | 就任          | 退任          | 在任中の出来事 | 備考                             |  |
| 1  | 陳奕斉 |      | 2016年5月15日 | 2023年1月17日 |                | 結党委員長・台湾南方協会元秘書長 |  |
| 2  | 王興煥 |      | 2023年1月17日 | 現職          |                | 前党秘書長                       |  |

## 脚註
1. ↑  “Taiwan Activist's Wife Calls on China to Allow Him Home For Funeral”.   Radio Free Asia. 2020年2月16日閲覧。 “Lin Yu-ming of the left-wing, pro-independence Taiwan State Building Party said that China is increasingly seeking to inflence the democratic island's 23 million residents ahead of presidential elections in 2020, at which Tsai is seeking re-election.”
2. ↑  台湾基進党憲 (中国語)
3. ↑  Ng, Kang-chung (2019年5月8日). “Pro-independence Taiwanese party broadcasts recording of woman claiming to be Hong Kong localist who fled the city ahead of Mong Kok riot trial” (英語). South China Morning Post 2020年1月11日閲覧。
4. ↑  “關於台灣基進 | 台灣基進” (中国語). 2023年10月19日閲覧。
5. ↑  “Voices of the 2020 Taiwan legislative elections: Taiwan Statebuilding Party”. Taiwan News (2019年12月28日). 2020年1月11日閲覧。
6. ↑  “獲李登輝欣賞的基進黨 在台南、高雄與雙北市提名議員爭黨團”. www.cmmedia.com.tw. 2023年10月19日閲覧。
7. ↑  “民進黨與台灣基進合作 抗中保台大聯盟啟動提名 - Rti央廣” (中国語). Rti 中央廣播電臺. 2023年10月19日閲覧。
8. ↑  編輯, TNL (2014年11月30日). “基進側翼全軍覆沒 陳新一：但是我們選得很「水氣」” (中国語). The News Lens 關鍵評論網. 2023年10月19日閲覧。
9. ↑  “【大選衝刺90天】自許「台灣的側翼」！基進要拼不分區總目標3席成立黨團” (中国語). Yahoo News (2023年10月16日). 2023年10月19日閲覧。
10. ↑  Storm.mg (2023年9月28日). “風向變了？吳欣岱慘被親綠側翼圍剿 臉書粉專揭原因酸：基進活該-風傳媒” (中国語). www.storm.mg. 2023年10月19日閲覧。
11. ↑  自由時報電子報 (2023年5月3日). “國民黨挺更生人李全教批基進「側翼小三」 李宗霖反譏「中共小三」 - 政治 - 自由時報電子報” (中国語). news.ltn.com.tw. 2023年10月19日閲覧。
12. ↑  なぜ台湾は新型コロナウイルスを防げたのか - p118 ,野嶋剛
13. ↑  聯合新聞網. “不滿與蔣萬安拍片！ 綠側翼抹黑百萬網紅 還自曝「挺基進」” (中国語). 聯合新聞網. 2023年10月19日閲覧。
14. ↑  William Yang (2018年10月20日). “Taiwan's independence rally draws thousands, irks China”. Deutsche Welle 2020年1月11日閲覧。
15. ↑  “台湾に生きる 二大政党を目指す「基進党」 主席の陳氏”. 産経新聞 (2020年1月6日). 2020年1月6日閲覧。
16. ↑  陳奕齊 (2016年1月3日). “台中公園雨中開講--2016台灣的政治情勢與台灣人民的歷史任務”. 2021年10月24日時点のオリジナルよりアーカイブ。2018年12月26日閲覧。
17. ↑  “Taiwan Statebuilding Party candidate wins in KMT stronghold”. Taiwan News (2020年1月11日). 2020年1月11日閲覧。
18. ↑  “台湾で初の「国会議員」リコールが成立、台湾基進の陳柏惟・立法委員”. 2021年10月30日閲覧。
19. ↑  “20160108台聯不分區立委陳奕齊新聞稿”. FACEBOOK. 2021年10月24日時点のオリジナルよりアーカイブ。2016年1月8日閲覧。
20. ↑  陳奕齊 (2018-02-07). 台灣正迎來轉機──轉好還是轉壞？.  オリジナルの2018-12-27時点におけるアーカイブ。 2019年1月21日閲覧。.
21. ↑  “時代力量與台獨聯盟理念不再相同 陳南天認台灣基進步調一致：「一定全力支持！」”.  オリジナルの2023年2月5日時点におけるアーカイブ。 2023年2月5日閲覧。
22. ↑  林銘翰 (2022年8月2日). “台灣基進提台美海巡艦互相靠港　「裴洛西訪台前夕應該打鐵趁熱」”. ETtoday. 2022年8月15日時点のオリジナルよりアーカイブ。2022年8月2日閲覧。
23. ↑  “因應裴洛西訪台　台灣基進倡議「台美海巡互靠港」”. 《菱傳媒》RWnews (2022年8月2日). 2022年8月2日時点のオリジナルよりアーカイブ。2022年8月2日閲覧。
24. ↑  “台灣基進 | 政治民主化、主權自主化、社會自由化” (中国語) (2023年10月5日). 2023年10月21日閲覧。
25. ↑  自由時報電子報 (2021年10月24日). “基進絕非側翼！陳瓊華：從志氣到新人培養都比民進黨攻勢凌厲 - 政治 - 自由時報電子報” (中国語). news.ltn.com.tw. 2023年10月21日閲覧。
26. ↑  “「基進側翼」假說：光譜上極端的候選人，會分裂選票並讓對手當選嗎？｜端傳媒 Initium Media” (中国語). 端傳媒 Initium Media (2019年12月12日). 2023年10月21日閲覧。
27. ↑  “「側翼是能洞悉大局聰明人」 基進醫師解釋「正面詞彙」：足球「翼鋒」演變，被扭曲成網軍” (中国語). Yahoo News (2022年11月29日). 2023年10月21日閲覧。
28. ↑  Storm.mg. “基進側翼｜風傳媒” (中国語). www.storm.mg. 2023年10月21日閲覧。
29. ↑  TNL特稿 (2020年1月15日). “基進作為側翼：回顧台灣基進十年歷程與未來路線探討” (中国語). The News Lens 關鍵評論網. 2023年10月21日閲覧。
30. ↑  讀者投書 (2019年11月22日). “因為有「台灣基進」這樣的本土小黨，民進黨才能放心走中間路線” (中国語). The News Lens 關鍵評論網. 2023年10月21日閲覧。
31. ↑  “台灣基進黨是一個進步還是反動的力量？” (中国語). 社會主義行動 (2020年8月6日). 2023年10月21日閲覧。
32. ↑  “為什麼入政–基進側翼選舉路” (英語). 台灣獨立建國聯盟. 2023年10月21日閲覧。
33. ↑  沈清楷. “反抗的基進意義：基進側翼與 318 太陽花運動*” (台湾中国語).   輔仁大學哲學系. 2017年4月閲覧。 エラー: 閲覧日は年・月・日のすべてを記入してください。
34. ↑  “關於台灣基進 | 台灣基進” (中国語). 2023年10月22日閲覧。
35. ↑  “台灣基進 - YouTube”. www.youtube.com. 2023年10月22日閲覧。
36. ↑  “Facebook”. www.facebook.com. 2023年10月22日閲覧。
37. ↑  陳子瑜 (2018年6月22日). “社會福利國家連線將面臨的困境與挑戰”.   六都春秋. 2018年12月26日時点のオリジナルよりアーカイブ。2019年1月21日閲覧。
38. ↑  孫偉倫 (2018年6月20日). “第三勢力小黨組策略聯盟 只是形式大於實質？”.   信傳媒. 2018年12月26日時点のオリジナルよりアーカイブ。2019年1月21日閲覧。
39. ↑  周盈成 (2018年12月13日). “台灣的「包容政治」迷途（二）——小國的自虐”. 台灣智庫. 2021年3月6日時点のオリジナルよりアーカイブ。2019年10月27日閲覧。
40. ↑  萬庭威 (2016年1月12日). “勇武e台灣郎，再加點油”. New Bloom Magazine. 2017年7月10日時点のオリジナルよりアーカイブ。2019年10月27日閲覧。
41. ↑  “楊子澂：結束烏克蘭戰爭的三種可能戰略 – 思想坦克｜Voicettank” (中国語) (2023年10月19日). 2023年10月21日閲覧。
42. ↑  林瑋豐. “出手整合第三勢力　陳昭南左罵柯文哲、右批時代力量”. 風傳媒.  オリジナルの2018年12月27日時点におけるアーカイブ。 2018年6月19日閲覧。
43. ↑  李登輝基金會. “34a. 台灣海峽的和平與亞洲的安全” (中国語). 財團法人李登輝基金會. 2023年10月22日閲覧。
44. ↑  李登輝基金會. “台灣與亞太的民主” (中国語). 財團法人李登輝基金會. 2023年10月22日閲覧。
45. ↑  朱孟庠 (2019年11月11日). “蕩失黨魂的民進黨，台灣國家之路何去何從？”. 民報. 2020年11月13日時点のオリジナルよりアーカイブ。2019年12月22日閲覧。
46. ↑  國際社會主義前進 (2018年7月6日). “風雨欲來－台灣國內外的資本主義危機將至”. 2018年12月26日時点のオリジナルよりアーカイブ。2019年1月21日閲覧。
47. ↑  左仁／蘇學嶺 (2021年7月16日). “不要假能源轉型 要反資的能源革命”. 國際社會主義道路（台灣）. 2021年12月17日時点のオリジナルよりアーカイブ。2021年12月17日閲覧。
48. ↑  “台灣基進”. org.twincn.com. 2023年10月21日閲覧。
49. ↑  “台灣基進, 統一編號 82717235 - 非營利事業機關團體資料集” (中国語). 諸彼特開放資料閱讀網. 2023年10月21日閲覧。
50. ↑  “台灣基進 :” (中国語). 非營利組織網. 2023年10月21日閲覧。
51. ↑  自由時報電子報 (2022年7月1日). “台灣基進提24名議員參選人 盼成為「忠誠於台灣的反對黨」 - 政治 - 自由時報電子報” (中国語). news.ltn.com.tw. 2023年10月21日閲覧。
52. ↑  “基進公布首波不分區女力入陣 宣示2024政黨票破5% - Rti央廣” (中国語). Rti 中央廣播電臺. 2023年10月21日閲覧。
53. ↑  高忠義 (2018年6月22日). “民進黨小弟連線”.   風傳媒. 2019年4月13日時点のオリジナルよりアーカイブ。2019年1月21日閲覧。
54. ↑  羅德水 (2018年1月8日). “勇敢脫去偽裝的外衣，明明是右派就別再「裝左」！”.   獨立評論@天下. 2018年12月26日時点のオリジナルよりアーカイブ。2019年1月21日閲覧。
55. ↑  “台灣基進黨主席交棒王興煥，陳奕齊坦言：可以不同意小黨、但不需要冷嘲熱諷”. 關鍵評論. (2023年1月17日).  オリジナルの2023年1月17日時点におけるアーカイブ。 2023年1月17日閲覧。